# Episodi di Absolutely Fabulous (terza stagione)
Questa voce contiene trame, dettagli e crediti dei registi e degli sceneggiatori della terza stagione della serie televisiva Absolutely Fabulous
In Gran Bretagna, la serie è stata trasmessa dalla BBC dal 30 marzo all'11 maggio 1995.
| n° | Titolo originale | Titolo italiano | Prima TV UK    | Prima TV Italia |
| -- | ---------------- | --------------- | -------------- | --------------- |
| 1  | Door Handle      |                 | 30 marzo 1995  |                 |
| 2  | Happy New Year   |                 | 6 aprile 1995  |                 |
| 3  | Sex              |                 | 20 aprile 1995 |                 |
| 4  | Jealous          |                 | 27 aprile 1995 |                 |
| 5  | Fear             |                 | 4 maggio 1995  |                 |
| 6  | The End          |                 | 11 maggio 1995 |                 |